# التغطية الإعلامية للحرب الإسرائيلية على غزة
أخذت عملية طوفان الأقصى والحرب الإسرائيلية على غزة حيزا كبيرا في التغطية الإعلامية العالمية. تياينت التغطية من حيث السردية بحسب التوجهات السياسية للجهات الإعلامية. مارست العديد من وسائل الإعلام التضليل ونشرت معلومات زائفة وروجت الدعاية الإسرائيلية.

## خلفية
تشترط إسرائيل على جميع الصحفيين الدوليين الذين يغطون الحرب من غزة أن يكونوا مصحوبين بمرافقة عسكرية إسرائيلية، وأن يسمحوا للجيش بمراجعة لقطاتهم قبل بثها. لقد تم التحقق من قبل مؤسسات إعلامية أمريكية بارزة مثل NBC وCNN من أن القوات الإسرائيلية تمتلك سلطة السماح بنشر أي محتوى أو لقطات من غزة. وكشرط للدخول إلى غزة بحماية إسرائيلية، وافقت شركتا "سي إن إن" و"إن بي سي" على قيام الجيش الإسرائيلي بالإشراف على أنشطة صحافييهما في المنطقة والحد منها. ويأتي هذا التطور بعد فترة من التعتيم الإعلامي والخسارة المأساوية لـ 34 صحفيًا فلسطينيًا في غزة. وشدد الصحفي فريد زكريا على أن الصحفيين الملحقين بالجيش الإسرائيلي ملزمون بالامتثال لشروط محددة، والتي تشمل تقديم جميع المواد واللقطات لمراجعة الجيش الإسرائيلي قبل نشرها.

## التغطية حسب النوع

### وسائل التواصل الاجتماعي
لعبت وسائل التواصل الاجتماعي دورًا رئيسيًا في تبادل المعلومات حول الصراع، وخاصة منصات مثل TikTok حيث حصدت مقاطع الفيديو المتعلقة بالحرب مليارات المشاهدات. اعتبارًا من 10 أكتوبر 2023، حصل الوسم #Palestine على حوالي 27.8 مليار مشاهدة، والهاشتاج # Israel حصل على 23 مليار مشاهدة على TikTok.
وشوهدت إحصاءات مماثلة في تحليل لاحق مع بحث أجرته شركة Humanz، وهي شركة تكنولوجية أسسها ضباط مخابرات سابقون في جيش الإحتلال الإسرائيلي، أظهرت أنه خلال أكتوبر 2023، كان هناك 7.39 مليار منشور مع علامات مؤيدة لإسرائيل منشورة على Instagram وTikTok، بينما كان هناك 109.61 مليار مشاركة تحمل علامات مؤيدة للفلسطينيين تم نشرها على المواقع في نفس الوقت.
في منتصف أكتوبر، أكد وزير الاتصالات والرقمية فهمي فضل أن لجنة الاتصالات والوسائط المتعددة الماليزية (MCMC) ستجتمع مع الشركة الأم لـ TikTok، ByteDance، بعد شكاوى من مستخدمي TikTok الماليزيين بأن المحتوى الذي يحتوي على كلمات مثل حماس قد تمت إزالته من قبل شركة التواصل الاجتماعي. [
تم حظر حماس من معظم مواقع التواصل الاجتماعي ولا تستطيع النشر على فيسبوك وإنستغرام وتيك توك؛ ومع ذلك، تم نشر بعض محتويات المجموعة على مواقع أخرى مثل تيليجرام، حيث يقال إن حسابًا مواليًا لحماس سينشر صورًا ومقاطع فيديو لدعم حماس أو توثيق أفعالها، وفقًا للمجلس الأطلسي.

## التغطية الغربية

### الولايات الأمريكية المتحدة
تبنت الصحافة الأمريكية الرئيسية الرواية الإسرائيلية بشكل كبير خلال الحرب على غزة وبالتحديد بعد عملية طوفان الأقصى. فتخلت عن المهنية الصحفية في التحقق من الأخبار. كان من أبرز الروايات الإسرائيلية الكاذبة التي نشرها الإعلام الأمريكي رواية قطع رؤوس أربعين طفلا والتي رددها الرئيس الأمريكي جو بايدن.

#### إيه بي سي نيوز
نشرت شبكة إيه بي سي نيوز عدّة مقالات وتقارير تُحاول فيه شرح الوضع في غزة أو التطرق لما يجري، لكنها أشارت في أكثر من تقريرٍ لها إلى أن المدنيين في القطاع يشعرون بالخوف «نتيجةً للضربات الإسرائيلية التي تستهدفُ مقاتلي حركة حماس الإرهابية»، بينما وثَّقت عشرات التقارير كيف كانت الغارات الإسرائيلية تنتهجُ استراتيجية الحزام الناري لإجبار آلاف المدنيين على النزوح من مناطقهم فضلًا عن الاستهداف المتعمّد لمئات المنازل والشقق السكنية بذريعة وجود مقاتلي القسّام فيها عدا عن المجازر التي طالت عشرات الأسر الفلسطينيّة من بينها مجزرة مدينة غزة التي طالت النازحين خلال محاولتهم الانتقال من مدينة إلى أخرى. تعمَّدت إيه بي سي نيوز كذلك في مقالاتها استعمال الأفعال المبنية للمجهول حين الحديث عن المجازر التي تحصل في غزة وعن كل ما طالَ القطاع من خراب ودمار، بحيث لا تُشير للجانب الإسرائيلي وأنّه المسؤول عن كلّ هذا بل تكتفي بالإشارة لتعرض المباني للخراب والبنية التحتية للدمار وفقط.

#### إم إس إن بي سي
مع استمرار عملية طوفان الأقصى، وفي يومها التاسع (15 أكتوبر 2023) قرَّرت شبكة إم إس إن بي سي الأمريكية إيقاف ثلاثة من مقدمي البرامج الرئيسية فيها، ويتعلّق الأمر بالصحفي الأمريكي ذي الأصول المصرية أيمن محيي الدين والصحفي البريطاني ذي الأصول الهنديّة مهدي حسن والصحفي الثالث علي ڤالشي. خلقَ تهميشُ الصحفيين الثلاث خاصّة وأنهم قدموا رواية مغايرة عن تلك التي تناقلتها باقي وسائل الإعلام الغربية المنحازة لإسرائيل ضجة اضطرَّت معها الشبكة الأمريكيّة لإصدار بيانٍ قالت فيه إنّ تغيير الصحفيين والمذيعين الثلاثة مصادفة وأنهم لا زالوا يُشاركون ضمن برامجها.

#### سي إن إن
سلط موقع ذا إنترسبت في تقرير نشره في يناير 2024 الضوء على أن شبكة سي إن إن تخضع للرقابة العسكرية الإسرائيلية، فكل خبر يمر عبر مكتب الشبكة في القدس قبل نشره. كما نشرت تحديثات يومية من الجيش الإسرائيلي و أرسلت صحفيين في فرق مضَمَّنة في الجيش. أوضح التقرير بأن أوامر صدرت بمنع كلمات مثل "إبادة" و"جرائم حرب" من الاستخدام في التقارير الصحفية، فيما فرضت استخدام تعبير "وزارة الصحة التابعة لحماس" عند الإشارة لوزارة الصحة الفلسطينية، والتأكيد على أن جذر المأساة الإنسانية في غزة هو عملية طوفان الأقصى.

### بريطانيا

#### الغارديان
أقالت صحيفةُ الغارديان البريطانيّة رسام الكاريكاتير المشهور ستيف بيل والذي اشتغلَ لديها لما يزيدُ عن 40 سنة. جاءت إقالة بيل عقبَ رسمه لصورة كاريكاتيريّة لرئيس الحكومة الإسرائيلية بنيامين نتنياهو يحملُ مشرطًا في يده ويُطالب من سكان قطاع غزة – المرسومة على بطنه – بالاستعداد للخروج حتى يلتهمهم. اعتبرت جهات إسرائيلّية أنّ الرسم الكاريكاتيري هو معادٍ للسامية. نشرت الغارديان بيانًا لاحقًا تُعلن فيه اتخاذ القرار بعدم تجديد عقد ستيف بيل، لافتةً إلى أنّ رسومه الكاريكاتيرية كانت جزءًا مهمًا من الصحيفة على مدار الأربعين عامًا الماضية ثم قدّمت شكرها له من دون أن تتطرّق لسببِ الإقالة أو تشرحه.

### بي بي سي
نشرت هيئة الإذاعة البريطانية (بي بي سي) يوم 16 تشرين الأول/أكتوبر 2023 اعتذارًا على لسان مقدّمة برامجها مريم موشيري. بُثَّ الاعتذار مرتين خلال نفس اليوم وفيه اعتذرت الصحفية في نحو نصف دقيقة عمّا أسمته القناة «نقلنا المضلل بأن المتظاهرين المتضامنين مع فلسطين في بريطانيا أيّدوا حماس»، وكانت بي بي سي قد زعمت في وقتٍ سابق لما نظَّم آلافُ البريطانيين مظاهراتٍ ضخمة أمام مقرها دعمًا للقضية الفلسطينية ولقطاعِ غزّة ورشقوا بعضًا من بوابات الدخول الرئيسية لهيئة الإذاعة بمادة تُشبه الدم في إشارةٍ لتغطيتها المنحازة للجانبِ الإسرائيلي زعمت أنّهم من مؤيدي حماس، خاصة وأنّ المملكة المتحدة تُصنّف حركة المقاومة الإسلامية والتي تُعرف اختصارًا بحماس منظمة إرهابية وذلك في محاولةٍ كما بدى من القناة لربطِ التعاطف والتظاهر لأجل فلسطين بدعمِ منظمة تضعها لندن على قوائم الإرهاب.
اتُهمت القناة من طرفِ المتابعين بالانحيازِ لإسرائيل وبمحاولة تبرير كل ما تقوم به تل أبيب والتجييش ضد الفلسطينيين. نشرت القناة على حساباتها الرسمية في مواقع التواصل الاجتماعي مقالةً على شكل سؤال بصيغة: «هل تبني حماس أنفاق تحت المستشفيات والمدارس؟» (بالإنجليزية: ?Does Hamas build tunnels under hospitals and schools)، وفي معرض ردّها على هذا السؤال الذي قالت إنّه قد وردَ من قارئ مجهول وصفت القناة البريطانيّة أنفاق غزة بالمتاهة المترامية الأطراف مضيفةً أنها تُستخدم لنقل البضائع والأشخاص، وتخزين الأسلحة والذخائر، وإيواء مراكز القيادة مؤكّدة على أنه يصعبُ تحديد موقعها على وجه اليقين، ومع ذلك فقد توقّعت بأن تمر هذه الأنفاق من تحتِ الأحياء المكتظة بالمنازل والمستشفيات والمدارس لأنّ غزة قطعة صغيرة من الأرض (بالإنجليزية: small sliver of land) كما وصفت.

### سكاي نيوز
تُعتبر سكاي نيوز البريطانية من وسائل الإعلام الغربية الداعمة وبقوّة للرواية الإسرائيلية حيث تُضخّم وتُمجّد من الأخبار حول إسرائيل أو الأخبار التي تتعلق بها بينما لا تنقلُ السردية الفلسطينية إلّا في أوقات نادرة وتُخصّص لها حيزًا ضيقًا من تغطيتها الصحفيّة لما جرى ويجري. انحياز سكاي نيوز لا ينحصرُ في حجم التغطية فحسب، بل في المصطلحات المستعملة كذلك فضلًا عن العناوين، كما تلجأ الشبكة في غالبِ الأحيان لتفادي تغطية الفظائع والجرائم والمجازر الإسرائيليّة بل تعمدُ حين تُغطّي هكذا أخبار تفادي الإشارة لإسرائيل وتَبنِي كلّ أخبارها من هذه النوعية للمجهول فلا تُشير للفاعل علانيّة في العنوان أما في المتن فتتبنّى رواية الجيش الإسرائيلي على الدوام بحيث تنفي إذا نفى وتُشير له إذا ما اعترف كما تنقلُ بكثرة عن وسائل الإعلام المقربة من دوائر السلطة في تل أبيب مقابل تهميش وسائل الإعلام الفلسطينية أو العربية.
من الأمثلة الكثيرة على انحياز سكاي نيوز للجانب الإسرائيلي خلال هذه المعركة كان تقريرها عن القصف الإسرائيلي الذي طال مدرسةً تتبعُ للأونروا يوم الثاني من نوفمبر والذي تسبب في مقتل 20 فلسطينيًا على الأقل. في خبرها عن هذا الحادث، اكتفت شبكة الأخبار الأمريكيّة بالإشارةِ لمقتل ما لا يقلُّ عن 20 شخصًا في مدرسةٍ تُستخدم كملجأ في غزة كما ذكرت (العنوان الأصلي: At least 20 killed at school being used as shelter in Gaza, UN says) متفاديةً بذلك الحديث عن كيف قُتلوا ولا من قتلهم وكلّ ذلك لتجنّب الإشارة للمسؤولية الإسرائيليّة رغم حديث عشرات المصادر الفلسطينية والعربية والدولية عن وقوف إسرائيل خلف ما حصل ورغم كل الصور والفيديوهات التي وثقت القصف الذي طال المدرسة بصواريخ هبطت من فوق. في مقالاتها وتقاريرها التي تخصُّ الصراع الفلسطيني الإسرائيلي، تصف سكاي نيوز هجمات فصائل المقاومة ضدّ إسرائيل بـ المذابح أو المجازر (بالإنجليزية: Massacres) رغم أنها هجماتٌ محدودةٌ في العادة ولا تسبّبت في مقتل المئات – باستثناء عملية طوفان الأقصى – بينما تصفُ هجمات الجيش الإسرائيلي ضد الفلسطينيين بما في ذلك المدنيين منهم بـ العمليّة (بالإنجليزية: Operation) في تحيّز واضحٍ للجانب الإسرائيلي.

### ألمانيا
الخطاب الإعلامي الألماني محكوم عمليا وبشكل كبير بنفس المبدأ الذي تتبعه الحكومة الألمانية: (بالألمانية: Staatsräson) وهو مفهوم فضفاض صاغتة أنغيلا ميركل في 2008 على أنه لا مكان لألمانيا سوى إلى جانب إسرائيل بكل الأحوال! ويستخدم هذه المفهوم بقليل من التمييز كأداة لإسكات الأصوات المعارضة عبر الرقابة والرقابة على لغة وكلمات وحتى تجريم إستخدام بعضها، بالإضافة إلى هجمات الشرطة وإلغاء المظاهرات والإسكات الأكاديمي، ناهيك عن النشر على السوشال ميديا واستخدام قوانين الهجرة لتخويف المواطنين الأوروبيين. كما تنتشر في الصحافة الألمانية الرئيسية "الرقابة الذاتية" متماشية مع الإتجاه الحكومي المذكور بتهميش المعارضة في شأن المروية السائدة الداعمة لإسرائيل. ولا يستثنى من ذلك جزء كبير من اليسار الألماني الذي يسمي نفسه "المعادي للألمانية"، الذي يجتمع فكريا على دعم إسرائيل ومساواة ذلك بمعاداة القومية الألمانية، مختلفا عن اليسار العالمي بتغليب كلاهما على معاداة الإمبريالية العالمية.
لم تسيء الصحافة الألمانية تمثيل الوضع في غزة فحسب، بل تورط عملاق النشر الألماني أكسل شبرنغر في التلاعب في أخبار من غزة وجّهت للتلاعب في قرارات إسرائيلية بالتوافق مع ولصالح بنيامين نتنياهو وتخفيف ضغط المظاهرات المعارضة له والدافعة بإتجاه صفقة، حيث أن صحيفة بيلد الألمانية المملوكة له نشرت في سبتمبر 2024 مقالا بعنوان "رعب! هذه خطة زعيم حماس وما يريد فعله بالرهائن الإسرائيليين!" يدعي المقال أن الصحيفة حصلت على ملف من جهاز حاسوب يحيى السنوار،واستخدم المقالة داخل الدوائر الحكومية لتتهرب الحكومة الإسرائيلية من إنهاء الحرب أمام ضغط الشارع. هذه الفضيحة عُرفت بإسم تسريبات بيبي. وبالرغم من ثبوت التلاعب إلا أن الصحافة الألمانية لم تسحب أو تعلق المقال أو تعمل على رفع تبعاته.

## التغطية العبرية
| شلومو كرعي    | منصة إكس |
| ‎@shlomo_karhi |          |

             في ضوء النشر المستمر "للدعاية الهزيمة والكاذبة والتخريب ضد دولة إسرائيل أثناء الحرب" في صحيفة هآرتس، فقد تقدمت الآن إلى الحكومة باقتراح لوقف تمويل صحيفة هآرتس، بما في ذلك وقف الإعلانات ورسوم الاشتراك لجميع مستخدمي الخدمة الحكومية، بما في ذلك جيش الدفاع الإسرائيلي والشرطة ومصلحة السجون والوزارات الحكومية وكل شركة حكومية.
         

        23 نوفمبر 2023

أدى اعتماد وسائل الإعلام بشكل شبه حصري على المصادر الرسمية إلى خلق صورة أحادية الجانب، وإغفال الضحايا الفلسطينيين، وتباينها بشكل حاد عن التغطية الدولية. فانحازت وسائل الإعلام الإسرائيلية إلى الرواية التي قدمها المتحدث باسم الجيش الإسرائيلي، مغطية العمليات العسكرية والنجاحات بشكل واسع في رسائل تهدف إلى رفع الروح المعنوية للجمهور الإسرائيلي وطمئنته، إلا أنه أدى أيضًا إلى نمط من الرقابة الذاتية وطمس التغطية الناقدة، ليس بما يتعلق بالضحايا المدنيين في غزة وحسب، بل والخسائر الإسرائيلية مثل مقتل الجنود الإسرائيليين بـ"نيران صديقة". وأشير إلى أن هذا النهج يشوه فهم الجمهور ويحدّ من النقاش المستنير حول القضايا الرئيسية مثل مفاوضات الرهائن والآثار الأوسع نطاقًا للحرب.
تضمنت مظاهر التغطية الإعلامية الإسرائيلية في الحرب إسكات ومعاقبة الخارجين عن الصورة الأحادية، فقدّم وزير الاتصالات الإسرائيلي شلومو كارعي للحكومة اقتراحا لوقف تمويل مؤسسة صحيفة هآرتس البارزة على خلفية خروجها عن الخط التي رسمته الحكومة، إلى جانب محاولة الوزير أن يدعم قناة 14 الموالية للحكومة بامتيازات تصل إلى 2 مليون شيكل.
منعت إسرائيل الصحافة من الدخول للقطاع وحتى أن النظام القضائي دعم ذلك التوجه بحجج "توجسات السلامة" ونددت جهات صحفية دولية عديدة وبارزة بهذا المنع منذ بدء الحرب وحتى الآن،. سمح بدخول محدود لصحافة إسرائيلية ودولية في نوفمبر 2023، مشروطاً بمرافقة للقوات الإسرائيلية وكصحافة مدمجة مع الجيش الإسرائيلي والجولات التي نظمها، وبالتالي حددت القوات الإسرائيلية مناطق الوصول، سامحا للجيش بالتحكم في المشاهد التي يمكن عرضها للصحافيين. ولم يسمح للصحافيين بالتواصل مع السكان، ولم يُسمح لمصوري وسائل الإعلام بالمشاركة في الرحلة. كما كان على وسائل الإعلام التي إختار الجيش الإسرائيلي أن ترافقه تسليم جميع الصور التي إلى الرقابة العسكرية، إلى جانب النصوص المصاحبة لتلك الصور.

## التغطية العربية

### بي بي سي عربي

#### التحقيق مع الصحفيين
كشفت صحيفةُ ذا تيليغراف أن قناة بي بي سي عربي وهي النسخة العربية من قناة بي بي سي البريطانيّة تُحقّق 6 صحفيين وصحفيات عرب بسببِ ما وصفتها بـ «تغريدات عن فلسطين» اعتبرتها الشبكة «منحازة ضد إسرائيل» و«تُبرر قتل حركة حماس للمدنيين الاسرائيليين». تبيَّن لاحقًا أنّ الأمر يتعلق بكل من محمود شليب، سالي نبيل، سلمى الخطاب، عمرو فكري وآية حسام (صحافية بدوام جزئي)، سناء الخوري وندى عبد الصمد.
تعرّضت القناة لانتقاداتٍ بسبب قرارها بفتحِ هذا التحقيق، خاصّة وأنها تُتهم بالانحياز لإسرائيل وفي ظلِّ الدعاية الإسرائيلية ضدّ القضية الفلسطينية وضدّ المحتوى الفلسطيني، حيث ركَّزت عشراتُ القنوات الغربية الضوء على من تصفهم بـ «المدنيين الاسرائيليين» وما حصل لهم جرّاء عملية حماس في حين تتجاهل نفس وسائل الإعلام هذه المدنيين الفلسطينيين الذين سقطوا بالمئات خلال الغارات الجوية على القطاع.
أدانَ المركز المصري للحقوق الاقتصادية والاجتماعية تحويل الصحفيين الستّة في مكتب بي بي سي بالقاهرة وبيروت للتحقيق ووقفهم عن العمل بسبب دعمهم فلسطين، لافتًا إلى أنّ هذا الإجراء يُخالف المادة 19 من الإعلان العالمي لحقوق الإنسان التي تنصُّ على أنه لكلِّ شخص حقُّ التمتُّع بحرِّية الرأي والتعبير، ويشمل هذا الحقُّ حرِّيته في اعتناق الآراء دون مضايقة، وفي التماس الأنباء والأفكار وتلقِّيها ونقلها إلى الآخرين، بأيَّة وسيلة ودونما اعتبار للحدود. جديرٌ بالذكرِ هنا أنه وفي يوم 15 تشرين الأول/أكتوبر نظَّم آلاف الأشخاص في المملكة المتحدة تظاهرات حاشدة في العاصمة لندن وخصوصاً أمام مقر قناة حيث طُليت بعضٌ من جدران مبنى القناة بالأحمر احتجاجًا على ما وصفوها بـ «التغطية المنحازة» ضد الحقّ الفلسطيني.

#### حملة الاستقالات
|            | بسام بونني | منصة إكس |
| ‎@bbounenni |            |          |

             تقدمت صباح اليوم باستقالتي من هيئة الإذاعة البريطانية بي بي سي لما يحتمه عليّ الضمير المهني.
         

        18 أكتوبر 2023

عانت بي بي سي عربي من حملة استقالات ملحوظة منذُ بداية عمليّة طوفان الأقصى، حيث تقدم عددٌ من الصحفيين الفلسطينيين المتعاقدين بطريقة غير مباشرة مع النسخة العربية من القناة البريطانية باستقالاتهم نتيجةً لعدم عرض التقارير التى يقوموا ببثها عما يحدث في الضفة الغربية، فضلًا عن تبنّي القناة للسردية الإسرائيلية والأمريكية مقابل إهمالٍ واضحٍ للرواية الفلسطينيّة التي يجري نقلها وتوثيقها من عينِ المكان أساسًا دون أن تحظى بعرضٍ مناسب مثلما هو الحال مع ما جرى أو يجري في إسرائيل. بالإضافة للصحفيين غير المتعاقدين بشكل مباشر، فإنّ الاستقالة الأبرز داخل القناة كانت من طرفِ الصحفي التونسي بسام بونني الذي أعلنَ وبشكل صريح ومباشر يوم 18 أكتوبر تقدمه بالاستقالة من هيئة الإذاعة البريطانية بسبب تغطيتها المضللة لما يجري في فلسطين. سرعان ما انضمَّ لبسام صحفي ثانٍ في بي بي سي وهو اللبناني إبراهيم شمص الذي أعلن هو الآخر يوم 23 أكتوبر استقالته من القناة احتجاجًا على تغطية الحرب وخاصّة تجاهل جرائم الاحتلال في غزة.

#### مردخاي كيدار
أطلَّ المحلل والباحث السياسي الإسرائيلي مردخاي كيدار على قناة بي بي سي عربي يوم 23 تشرين الأول/أكتوبر 2023 وخلال البث المباشر مع مذيعة القناة التي سألته حول رأيه في الكلام العنصري الذي تفوّه به بعض القادة الإسرائيليين حينما وصفوا الفلسطينيين بـ «الحيوانات»، ردَّ مردخاي – والمعروف بآرائه المتعصبة والمتطرّفة ضدّ الفلسطينيين والعرب – بأنه يرفضُ مساواة الفلسطينيين بالحيوانات «لأنّ هذا تحقيرٌ للحيوانات» في هجومٍ عنصري جديد من شخصيات إسرائيلية معروفة بعد طوفان الأقصى. حاولت مذيعة القناة التعامل مع الموقف واصفةً ما قال بأنه رأيه الشخصي، ومع ذلك فقد تفاخرَ مردخاي كيدار وعاودَ القول بنوعٍ من التأكيد والتوكيد بأنّ هذا رأي خاصٌ به، قبل أن تنتقل المذيعة للحديث في بعض ثوانٍ عن الإنسانيّة وعن الأخلاقيات ثمّ شكرت المحلل الإسرائيلي في نهاية الحوار.

### الجزيرة
لدى قناة الجزيرة عشرات المراسلين والصحفيين والمصورين في كلٍ من قطاع غزة والضفة الغربية وإسرائيل بالإضافة لجنوب لبنان وهو ما يُمكّنها من البثِّ طوال اليوم (24 ساعة على 24). منذ بداية عملية طوفان الأقصى والقناة تُركّز في أخبارها بشكلٍ كاملٍ وكلّي على ما يجري في فلسطين وعلى تغطية الاشتباكات الدائرة في القطاع. يرى البعض أنّ الجزيرة تنحازُ للجانبِ الفلسطيني مقارنةً بالجانب الإسرائيلي، فهي تصفُ مثلًا القتلى الفلسطينيين بـ «الشهداء» بينما تعتمدُ لفظ «القتلى» للمستوطنين والمجنّدين الإسرائيليين، فضلًا عن وصفها للجيش الإسرائيلي بـ «جيش الاحتلال الإسرائيلي» كونه محتلٌ لعشرات المدن والبلدات الفلسطينيّة مقارنةً بقنوات أخرى والتي تعتمدُ تسمية «الجيش الإسرائيلي» أو «الجيش الإسرائيلي» باختصار بغض النّظر عن قضية الاحتلال.
لدى إسرائيل سجّل سيئ في التعامل مع قناة الجزيرة حيث قتل جندي إسرائيلي في منتصفِ عام 2022 الصحفية الفلسطينية المشهورة شيرين أبو عاقلة خلال تغطيتها الروتينيّة لاشتباكاتٍ في مدينة جنين بالضفة الغربية. كانت شيرين من بين أبرز وأشهر الصحفيات الفلسطينيات وقد عملت مراسلة للقناة من فلسطين لرُبع قرنٍ تقريبًا قبل أن يغتالها جيش الاحتلال، الذي اغتالَ خلال معركة طوفان الأقصى في ضربة جويّة عددًا من أفرادِ عائلة الصحفي الفلسطيني المشهور الآخر وائل الدحدوح والذي يترأس مكتب القناة في القطاع ويعمل مراسلًا دائمًا للجزيرة في غزة منذُ عشرات السنين، فضلًا عن استهدافِ منزل الصحفي تامر المسحال وتدميره بالإضافة لعدّة عمليات استهداف وتضييق أخرى مارستها إسرائيل ضدّ الجزيرة ومراسليها.
مع انتصافِ أكتوبر 2023 وفي غمرة الاشتباكات الدائرة بين إسرائيل وفصائل المقاومة في قطاع غزة ومع استمرارِ تغطية الجزيرة لكلّ ما يجري هناك، قدّم جهاز الاستخبارات الإسرائيلي (الموساد) توصياته إلى المستويين العسكري والسياسي بدعم إغلاق شبكة الجزيرة التلفزيونية في إسرائيل واصفًا أنها «تضرُّ بأنشطة الجيش الإسرائيلي» و«تكشفُ مناطق تجمع الجنود الإسرائيليين خلال الحرب في الجنوب ومواقع حساسة أخرى في إسرائيل». دعمًا لهذه التوصيات قدَّم وزير الاتصالات شلومو قرعي أنظمة طوارئ من جملة ما اقترحَ فيها كان إغلاق بث شبكة الجزيرة في إسرائيل مع احتماليّة مصادرة المعدات وسحب أوراق الاعتماد الصحفية كون القناة تضرُّ بـ «أمن إسرائيل».
في 25 أكتوبر، أفاد موقع أكسيوس أن وزير الخارجية الأمريكي أنتوني بلينكن طلب من رئيس الوزراء القطري الشيخ محمد بن عبد الرحمن بن جاسم آل ثاني تخفيف تغطية الجزيرة للحرب. ويعتقد أن بلينكن كان يشير إلى قناة الجزيرة الناطقة باللغة العربية وليس قنواتها الإنجليزية.

### العربية
ركّزت قناة العربية هي الأخرى على تغطية عملية طوفان الأقصى وعلى الاشتباكات بين فصائل المقاومة من جهة وبين إسرائيل من جهة ثانيّة، حيث انتقلت لتغطية الحدث على مدار الساعة، ومع ذلك فقد ظهر جليًا تغيّر الخطّ التحريري للقناة خلال هذه المعركة مقارنةً بعمّا كان عليه الوضع قبل سنين، حيثُ كانت العربية تصفُ الضحايا الفلسطينيين باسمِ «الشهداء» مثلها مثل عددٍ من القنوات العربيّة لكنها استغنت عن هذا الاسم وصارت تصفهم بعبارة «القتلى» أو «الضحايا» كنوعٍ من الحياد. الشيء ذاته ينطبقُ على كلمة «عدوان» والتي استغنت عنها العربية كذلك لتصفَ ما يجري بـ «الاشتباكات» أو «الحرب». خلال معركة طوفان الأقصى، أثارَ مراسل قناة العربية أحمد حرب جدلًا ولغطًا كبيرًا حينما وصفَ خلال بثٍّ مباشرٍ مع الصحفية ميسون عزام ضحايا القصف الإسرائيلي في غزة بالشهداء، ثم استدركَ بعد عدّة ثواني قائلًا أنهم ضحايا مصححًا حديثه بكلمة «عفوًا».
خلال تحليلٍ للوضع في غزة أواخر تشرين الأول/أكتوبر 2023 من طرفِ المستشار العسكري رياض القهوجي، سمَّى الأخير المقاتلين في صفوفِ حركة حماس بـ «مقاتلي داعش» وذلك في معرض حديثه عن المواجهات المحتملة بين مشاة الجيش الإسرائيلي ومقاتلي القسّام ومرّت العبارة من دون تنبيهٍ من طرف المذيعة ولا باقي طاقم القناة. نشر رياض في وقتٍ لاحقٍ اعتذارًا كتابيًا عمّا وصفة بزلّة لسان خلال مداخلته مؤكّدا أنه وبسببِ الأحداث المتسارعة ووصفِ جيش الاحتلال للمقاومة الفلسطينية بالإرهاب أخطأ الوصف، ثم اعتذر على شاشة العربية في المرور اللاحق مضيفًا أن ما قاله كان خطأ غير مقصود.

### سي إن إن بالعربية
تتفادى أغلب وسائل الإعلام الغربية الإشارة لإسرائيل حين ارتكابها لمجازر في حقّ الفلسطينيين أو لأعمال قصفٍ مروّعة، حيث تكتفي بصياغة خبرٍ سريع مع بنائه للمجهول وهو ما تفعله قناة سي إن إن الأمريكيّة التي يُعرف عنها انحيازها لصالحِ إسرائيل. النسخة العربية من القناة لم تختلف كثيرًا هي الأخرى وسارت على نفسِ الخطّ التحريري للنسخة الغربيّة، فعلى سبيل المثال لا الحصر وعقبَ مجزرة جباليا التي ارتكبتها الطائرات الإسرائيليّة نشرت سي إن إن بالعربيّة خبرًا عن الموضوع حيث سمَّت ما جرى بـ «الانفجار الضخم الذي هزَّ جباليا» بينما كان جليًا أنّ ما حصل ليس بانفجار بل غارة جوية موثَّقة بالصوت والصورة، خاصة وأن كلمة «انفجار» في اللغة العربية تختلفُ في المعنى عن «قصف جوي» وقد تكون مضللة في هذا السياق بحيث تُحيل إلى أن ما حصل هو انفجار على الأرض لشيء ما لا صواريخ تنزلُ جويًا من الطائرات الحربيّة. تفادت شبكة سي إن إن بكافّة نسخها اللغويّة – الإنجليزية والإسبانية والعربية على حدٍ سواء – الإشارة لمنفذ ما سمَّته «الانفجار» رغم تأكيد عشرات المصادر المحلية والعربية وحتى الدولية وقوف إسرائيل خلفَ المجزرة. تعرضت النسخة العربية من سي إن إن لانتقادات حادة بسببِ انحيازها المشكوف للجانبِ الإسرائيلي، وبعد نحو أربع ساعات على نشرها الخبر الأول عادت سي إن إن لتعديل الخبر حيث قالت إنّ المجزرة ناتجةٌ عن قصف إسرائيلي ثمّ نشرت توضيحًا قالت فيه أنّ الخبر الأول كان نتيجة المعلومات الأولية.

## التضييق على السردية الفلسطينية

### حظر شبكة القدس
أقدمت شركة ميتا الشركة الأم لمنصّة فيسبوك على حظرِ شبكة القدس الإخبارية وهي أكبر صفحة إخبارية فلسطينية على المنصّة. كانت الشبكة التي تمتلكُ صفحاتٍ إخبارية باللغتين العربية والإنجليزية وتحظى بمتابعة 10 مليون شخص من حول العالَم تُقدّم تقارير يوميّة عن عملية طوفان الأقصى وعن القضية الفلسطينية بصفة عامّة، وقد تعرّضت من قبل لأكثر من تضييق من جانبِ فيسبوك الذي حظرها مؤقتًا في أكثر من مناسبة بدعوى «مخالفة شروط الاستخدام». جاء هذا الحظر في وقتٍ تصاعدَت فيه وتيرة التضييقات ضدّ المحتوى الفلسطيني وضدّ السردية الفلسطينية وخاصة في المنصات والمواقع التي تتبعُ لشركة ميتا، وكانت شبكة القُدس الإخباريّة قد اعتبرت حظر فيسبوك لصفحتها انتهاكًا لحرية الرأي والتعبير رافضةً ما وصفتها بملاحقة المحتوى الفلسطيني وحالة الانحياز الحاصلة والوقوف إلى جانب الاحتلال الإسرائيلي، ومؤكّدة على الحق الفلسطيني في رفع الصوت عاليًا والرسالة الإعلامية كما وضّحت في بيانها.

### محاولة حظر قناة القسام

الملاحظة التي تظهر حين محاولة ولوج الصفحة الرسمية لكتائب القسام على تيليجرام من النسخ المحمَّلة عبر متجر جوجل.

تعرّضت قنوات كتائب القسّام للحظر باستمرارٍ على مختلف وسائل التواصل الاجتماعي وخصوصًا على منصّتي فيسبوك وإنستغرام المملوكتين لشركة ميتا بلاتفورمز المعروفة بانحيازها للجانب الإسرائيلي والتضييق على الرواية الفلسطينية وبشكل أقلّ في تويتر (إكس حاليًا) ما دفعَ الذراع العسكري لحماس لتنشيطِ القناة الرسميّة الخاصة بها على منصّة تيليجرام التي تتمتعُ بهامش حريّة أكبر من المنصات المذكورة سلفًا. مباشرةً بعد عملية طوفان الأقصى، تضاعفَ عدد المشتركين في قناة كتائب القسام الرسمية أكثر من ثلاث مرات كما تضاعفَ عدد متابعي قناة أبو عبيدة، وبحلول 22 تشرين الأول/أكتوبر 2023 وعقبَ نشر الكتائب لمقطع فيديو يُصوّر إطلاق سراح امرأتين محتجزَتين أقدمت شركة جوجل على حجبِ قناتي حماس وكتائب الشهيد عز الدين القسّام على نسخة تيليجرام التي يجري تحميلها من بلاي ستور (متجر جوجل بلاي)، فأصبحت القناتين غير متاحتين في هذه النسخة. بما أنّ الحظر كان من شركة جوجل الأمريكيّة لا من موقع أو منصّة تيليجرام، فقد ظلَّت القناتان تعملان بشكل عادي وطبيعي في باقي النسخ من تيليجرام، بل إنّ الأخير أرسلَ لمتابعي القناتين على النسخة المحمَّلة من متجر جوجل بلاي إشعارًا مطولًا يُخبرهم فيه عن احتماليّة تعذر الوصول لبعض القنوات بناءً على إرشادات جوجل بلاي، مقترحًا في الوقت ذاته استخدام نسخة تيليجرام المباشرة والتي عليها قيود أقلّ مع رابطٍ مباشرٍ لتنزيلها وذلك في إطار دعم حريّة الرأي والتعبير.

## اتجاهات
وشهدت منصات التواصل الاجتماعي اتجاهات تنشر معلومات مضللة أو تسخر من الصراع ومحنة الآخرين. أثارت فنانة مكياج ومؤثرات خاصة إسرائيلية غضب وازدراء المستخدمين الآخرين بعد نشر مقطع فيديو لها وهي تتظاهر بأنها أم فلسطينية تطلب المساعدة قبل الاتصال بـ "cut". ويظهر جزء آخر من الفيديو وهي تضع الكدمات بالمكياج، ويصفها الكثيرون بعدم الحساسية التي أظهرتها. وأظهرت مقاطع فيديو أخرى أنشأها ونشرها مواطنون إسرائيليون وهم يسخرون من جوانب مختلفة من معاناة سكان فلسطين، حيث يرتدي البعض الزي التقليدي ويستخدمون المكياج وبودرة التلك ليبدو وكأنهم يعانون من القنابل، بينما يتباهى آخرون بالمياه والكهرباء المقطوعة عن قطاع غزة.

## جيش الإحتلال الإسرائيلي
انتشرت مقاطع الفيديو التي نشرها الجنود الإسرائيليون وهم يسخرون من الفلسطينيين ويشوهون سمعتهم ويسيئون إليهم، على نطاق واسع، واستخدمت جنوب أفريقيا بعضًا من أعنف مقاطع الفيديو في قضيتها أمام محكمة العدل الدولية. في مقطع فيديو نشره في غزة في أواخر يناير/كانون الثاني 2024، وقف جندي إسرائيلي مبتسمًا بينما كان جيش الإحتلال الإسرائيلي يفجر حيًا بأكمله. وفي حالة أخرى، قام أحد الجنود الإسرائيليين بإجبار معتقلين فلسطينيين معصوبي الأعين على تسليم أنفسهم كعبيد. وأظهرت مقاطع فيديو وصور منتشرة على نطاق واسع في حوالي 7 ديسمبر/كانون الأول 2023، عشرات الرجال الفلسطينيين في شمال غزة معصوبي الأعين، وعاريين جزئيًا، راكعين على الأرض، تحت حراسة جنود إسرائيليين. وأظهرت مقاطع فيديو أخرى قوات جيش الإحتلال الإسرائيلي منذ بداية الصراع، وهي تقوم بتدمير الأعمال التجارية عمدًا أثناء الضحك، وإضرام النار في البضائع أثناء وجودها في السيارة، وتفحص ممتلكات المواطنين الخاصة في غزة. وقد أدان مسؤولو الجيش الإسرائيلي مقاطع الفيديو والأفعال هذه بعد استجوابهم بشأن تصرفات الأعضاء.
في فبراير 2024، انتشرت صورة على نطاق واسع تظهر جنديًا من جيش الإحتلال الإسرائيلي يقف فوق رجل فلسطيني جريح عارٍ من ملابسه ومقيد على كرسي. ردت وزارة الخارجية الأمريكية على الصورة المنتشرة قائلة إنها "منزعجة للغاية". تم ذكر الصورة في تحقيق أجرته هيئة الإذاعة البريطانية BBC News Verify بالإضافة إلى عدة مئات من مقاطع الفيديو التي نشرها جنود جيش الإحتلال الإسرائيلي الذين لم يبذلوا أي جهد لإخفاء هوياتهم. صرح مسؤولون في الجيش الإسرائيلي في البداية أنهم أنهوا خدمة جندي واحد متورط في انتهاك محتمل للقانون الدولي وتعرفت عليه هيئة الإذاعة البريطانية، لكنهم أدرجوا الآن الاتفاق على أنه سيواصل العمل لتحديد الحالات غير العادية التي يحتمل أن تظهر سوء سلوك. تشمل مقاطع الفيديو الأخرى في المراجعة مئات المحتجزين، معظمهم مجردين من ملابسهم الداخلية، معصوبي الأعين، راكعين أمام العلم الإسرائيلي، بينما يراقبهم أفراد من الجيش الإسرائيلي، ويتخلل ذلك جنود يتظاهرون حاملين بنادق.

## النشاط
استخدم الناشطون وسائل التواصل الاجتماعي، مثل إكس وتيك توك، لتبادل المعلومات حول الحرب. اعتمد النشطاء المؤيدون للفلسطينيين رمز البطيخ  كرمز لتمثيل التضامن مع شعب غزة. كان TikTok مصدرًا للغضب بالنسبة للبعض، حيث انتقد أفراد مثل الرئيس الأمريكي السابق باراك أوباما "نشاط TikTok" لإخفاء السياق. وعقد المشاهير، بما في ذلك ساشا بارون كوهين وإيمي شومر، اجتماعًا خاصًا مع المديرين التنفيذيين لـ TikTok واتهموهم بنشر معاداة السامية. ذكرت TikTok أنها ليست متحيزة، لكن الشباب كانوا أكثر دعمًا لفلسطين بشكل عضوي. في 18 نوفمبر، أعلن إيلون ماسك أن أي مستخدم يستخدم عبارات "إنهاء الاستعمار" أو "من النهر إلى البحر" سيتم تعليقه من X. أبلغ منشئو المحتوى المؤيدون للفلسطينيين عن حظر الظل على نطاق واسع.
وفي يناير/كانون الثاني 2024، أفادت التقارير أن الحكومة الإسرائيلية اشترت نظامًا تكنولوجيًا لإجراء حملات تأثير واسعة النطاق عبر الإنترنت. في فبراير/شباط 2024، اعتمد المؤيدون الإسرائيليون أدوات الذكاء الاصطناعي للإبلاغ عن المحتوى المؤيد للفلسطينيين بشكل جماعي بسبب انتهاكه المزعوم لإرشادات الموقع.
أرسل مكتب المدعي العام الإسرائيلي أكثر من 8000 طلب إزالة إلى Meta وTikTok لمحتوى متعلق بالحرب، مما أدى إلى إزالة 94% من الطلبات. ذكرت صحيفة إنترسبت أن شركة ميتا سمحت للإعلانات باللغتين العبرية والعربية، التي أنشأها المدافعون عن الحقوق الرقمية، باختبار حدود الاعتدال في التعلم الآلي على فيسبوك، داعية إلى "محرقة للفلسطينيين". في ديسمبر 2023، أعلن مجلس الرقابة المستقل لشركة ميتا أصدرت تقريرًا يشير إلى أن فيسبوك فرض رقابة مفرطة على المنشورات المتعلقة بالنزاع، حيث ذكرت منظمات الحقوق المدنية أن منظمة ميتا قامت بقمع المحتوى الفلسطيني.
أشاد مراسل سليت ستيفن هاريسون بويكيبيديا الإنجليزية لتغطيتها للحرب، مشيرًا إلى أنها "تحتفظ بالسياسة التقليدية على ما يبدو والتي تتطلب أن تكون معظم معلوماتها مستمدة من مصادر ثانوية موثوقة مثل الصحف، وليس من مصادر أولية مثل منشورات الفرد على وسائل التواصل الاجتماعي. " يبدو أن قاعدة المدرسة القديمة هذه - التي تتطلب التدقيق والنشر من خلال وسائل الإعلام التقليدية - قد حمت ويكيبيديا من بعض أحدث حملات التضليل على وسائل التواصل الاجتماعي. الحرب بين إسرائيل وغزة 2023”.
شهدت ويكيبيديا العبرية حروبًا تحريرية بسبب المحتوى المتعلق بالحرب. أعربت ويكيبيديا العربية عن تضامنها مع الفلسطينيين، وأغلقت لفترة وجيزة في ديسمبر 2023 لمدة يوم "دعما لسكان قطاع غزة واحتجاجا على الهجمات المستمرة، مع الدعوة إلى إنهاء الحرب ونشر السلام". "

## التهديدات والهجمات السيبرانية والرقابة
وسط الحرب بين إسرائيل وحماس عام 2023، اتُهمت منصات التواصل الاجتماعي الرئيسية فيسبوك، وإنستغرام، ويوتيوب، وتيك توك، بفرض رقابة أو تقييد وصول الأصوات المؤيدة لفلسطين خلال حرب إسرائيل. يدعي المستخدمون ممارسات مثل Shadowbanning، حيث يتم إخفاء المحتوى أو تقليل مدى وصوله عند استخدام كلمة رئيسية معينة أو علامات تصنيف مثل "FreePalestine" أو "IStandWithPalestine". كما اتُهم إنستغرام بإزالة المنشورات التي تشير إلى فلسطين - وهي مشكلة نسبتها ميتا إلى خطأ ما. في 19 أكتوبر، اضطر ميتا إلى إصدار اعتذار بعد إضافة كلمة "الإرهابي" إلى ترجمات الملف الشخصي على إنستغرام التي تحتوي على كلمتي "فلسطيني" و"الحمد لله" أو الرموز التعبيرية للعلم الفلسطيني.
أثار بعض الأشخاص الذين نشروا دعمًا لفلسطين أو المدنيين المتأثرين بحملة القصف في غزة ادعاءات بأنهم يخضعون للرقابة المتعمدة أو يتم منع منشوراتهم من رؤيتها من قبل جمهور أوسع. أثار الآلاف من المؤيدين المؤيدين للفلسطينيين ادعاءات بأن فيسبوك وإنستغرام قاما بقمع أو إزالة المنشورات التي لا تنتهك قواعد المنصات. وأفادت إحدى المستخدمات على موقع إنستغرام أن منشوراتها على Instagram Stories حول التطورات في فلسطين تتلقى مشاهدات أقل ولا تظهر على حسابات أصدقائها، وأصبح اسم المستخدم الخاص بها غير قابل للبحث ولم يتمكن أصدقاؤها من التفاعل مع منشوراتها. يبدو أن تقرير المستخدم هو واحد من مئات التقارير وفقًا لمجموعة مراقبة وسائل التواصل الاجتماعي "حملة"، المركز العربي لتطوير وسائل الإعلام الاجتماعية، التي أثارت ادعاءات بأن مواقع التواصل الاجتماعي تحظر المحتوى المتعلق بالنزاع. وقد شوهد اتجاه مماثل خلال شهر مايو 2021، حيث كانت هناك سلسلة من التصعيدات في فلسطين.
في منتصف أكتوبر، أكد وزير الاتصالات والرقمية فهمي فضل أن لجنة الاتصالات والوسائط المتعددة الماليزية (MCMC) ستجتمع مع الشركة الأم لـ TikTok، ByteDance، بعد شكاوى من مستخدمي TikTok الماليزيين بأن المحتوى الذي يحتوي على كلمات مثل حماس قد تمت إزالته من قبل شركة التواصل الاجتماعي.